# Jakobova kapica
Jakobova kapica (lat. Pecten jacobaeus), je vrsta jestivog morskog školjkaša iz reda bezupki, por. češljače (Pectinidae). Živi na muljevitom dnu Sredozemnoga mora gdje se smatra endemskom vrstom. Školjka je također prilično česta i u Jadranu. Jakobova kapica može plivati naglim otvaranjem i zatvaranjem ljuštura. Na taj način stvara potisak pomoću kojeg se pokreće.
Ova školjka jede planktonske organizme i ostale plutajuće komadiće hrane koje dobiva iz morske vode pomoću filtriranja. Jakobova kapica je jestiva, vrlo ukusna školjka i zbog toga se komercijalno izlovljava te je dostupna u trgovinama i ribarnicama.
U kršćanskom kontekstu, ova školjka se tradicionalno povezuje sa Sv. Jakovom te je prema njemu dobila i svoje latinsko ime (jacobaeus). U Hrvatskoj se još naziva i po svom francuskom imenu St. Jacques.
Poznata je i po tome što je njen oblik iskorišten kao motiv logotipa jedne od najvećih multinacionalnih naftnih kompanija Royal Dutch Shell ili skraćeno Shell.

## Karakteristike
Školjka je lepezastog oblika. Na ljušturama školjke je vidljivo 14 do 16 rebara. Ljušture nisu jednake. Donja ljuštura je konkavnog oblika i obično je zakopana u pijesku ili mulju. Gornja ljuštura je ravna. Ljušture se razlikuju i po boji. Donja ljuštura je bijele, bež ili ružičaste boje, a gornja ljuštura je crvenkasto-smeđe boje sa svjetliljim i tamnijim šarama različitih uzoraka. Kada se otvori iz ljušture se pružaju brojna ticala i organi vida. Školjka naraste do 15 cm.

## Životni uvjeti i rasprostranjenost
U Jadranu nalazimo je na pjeskovitom, ljušturastom i muljasto-pjeskovitom dnu na dubini od 5-30 metara. Češća je u područjima gdje ima izvora slatke vode. Najviše je ima u Novigradskom moru, Velebitskom i Hvarskom kanalu, području Zadra i Bokeljskom zaljevu. Inače je endemska vrsta u Sredozemnom moru.